# Wilhelm Klüver
Wilhelm Klüver (født 13. februar 1929 i Agtrup (Sydslesvig), død 29. april 2014) var en sydslesvigsk politiker fra det danske mindretal i Sydslesvig.
1975-1989 var Klüver næstformand for SSW, Sydslesvigsk Vælgerforening, og i 1989 efterfulgte han Gerhard Wehlitz som formand, hvilket han var indtil 1997.
Han var lærer og skoleinspektør ved de danske skoler i Risby og Læk.